# Marcia Furnila

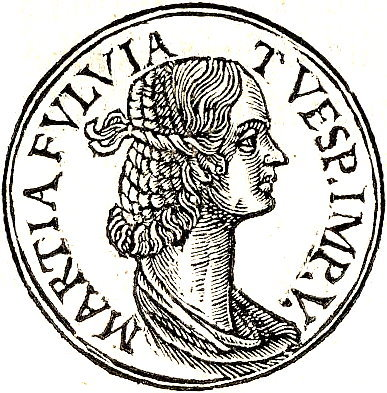
Marcia Furnilla (Fulvia) del Promptuarii Iconum Insigniorum.

Marcia Furnila (latín: Marcia Furnilla, también llamada a veces Marcia Fulvia) fue una mujer noble romana que vivió en el siglo I. Fue la segunda y última esposa del futuro emperador romano Tito.

## Familia
Marcia Furnila procedía de una noble y distinguida familia romana, de la gens plebeya Marcia, alegando su descendencia del rey romano Anco Marcio. Era hija del senador romano Quinto Marcio Barea Sura y de Antonia Furnila. Su hermana era Marcia, la madre de Ulpia Marciana y del futuro emperador romano Trajano. Su padre era amigo del futuro emperador romano Vespasiano (padre de Tito) y su tío paterno era el senador Quinto Marcio Barea Sorano, mientras que su prima paterna era la noble Marcia Servilia Sorana. El abuelo paterno de Furnila era Quinto Marcio Barea Sorano, cónsul sufecto en el 34 y procónsul de la provincia de África en 41-43, mientras que su abuelo materno pudo haber sido Marco Antonio Rufo, cónsul sufecto en el 45.

## Vida
Marcia Furnila nació y creció en Roma. Se casó con Tito Flavio Vespasiano, el futuro emperador Tito, que se había quedado viudo de su primer matrimonio, en el 63. El matrimonio entre Tito y Furnila fue arreglado, debido al vínculo entre Sorano, padre o tío de Furnila, y el general de mismo nombre, Tito Flavio Vespasiano, padre de Tito y futuro emperador Vespasiano.
Este matrimonio de conveniencia promovió en Tito su carrera política. Suetonio describe a Furnilla:

"(Tito) casó con Marcia Furnila, que pertenecía a una ilustre familia, y de la cual se divorció después de tener de ella una hija"

El 17 de septiembre del 64, Furnila dio a luz en Roma a una hija, Flavia Julia Titi o Julia Flavia, que al menos, tuvo una hermana mayor, nacida del primer matrimonio de su padre, Julia.
Al igual que el primer matrimonio de Tito, este fue corto pues la amistad entre Vespasiano y Sorano se torció y Tito y Furnilla se vieron obligados a divorciarse en el 65, ya que su familia, conectada con los oponentes del emperador Nerón, había caído en desgracia debido a su participación en la conspiración de Pisón. Aunque Tito no quiso estar conectado de ninguna manera con un conspirador potencial y aunque acabó con su matrimonio, continuó criando a su hija.
El destino de Furnila después de estos acontecimientos es desconocido. Después de su muerte, fue sepultada junto con su madre en el mausoleo de Cayo Sulpicio Platorino, un magistrado romano de la época del primer emperador, Augusto, y su hermana Sulpicia Platorina en Roma.